# Bathycellaria
Bathycellaria is een monotypisch geslacht van mosdiertjes uit de  familie van de Candidae. De wetenschappelijke naam ervan is in 2014 voor het eerst geldig gepubliceerd door Leandro M. Vieira,  Mary E. Spencer Jones, Judith E. Winston, Alvaro E. Migotto en Antonio C.Marques.

## Soort
- Bathycellaria profundis (Osburn, 1950)